# Erich Tschöp
Erich Tschöp (* 10. Oktober 1937) ist ein ehemaliger deutscher Fußballspieler, der für den SC Empor Rostock und für den FC Bayern München jeweils in der Oberliga, der seinerzeit höchsten deutschen Spielklasse, aktiv war.

## Sportliche Laufbahn

### Nationaler Ligenbetrieb, Pokal
Bis zum Alter von 18 Jahren spielte Tschöp für die nördlich von Magdeburg ansässige Fußballabteilung der BSG Lokomotive Haldensleben, dessen 1. Männermannschaft 1954 in die viertklassige Bezirksliga Magdeburg aufgestiegen war. 1956 wurde er als Jungtalent zum Oberligisten SC Empor Rostock delegiert, da Magdeburg zu dieser Zeit über keine Oberligamannschaft verfügte. Rostock hingegen benötigte dringend neue Spieler, die ab 1954 aus der Fußballmannschaft der BSG Empor Lauter, aus dem 8000 Einwohner zählenden sächsischen Ort Lauter im Erzgebirge, in nur geringer Anzahl delegiert werden konnten.
Sein erstes Oberligaspiel für den SC Empor Rostock bestritt Tschöp am 26. August 1956 (16. Spieltag) bei der 0:2-Niederlage im Heimspiel gegen den SC Lokomotive Leipzig. Er wurde auf der halblinken Sturmseite als Ersatz für den verletzten Rolf Leeb aufgeboten. Da Leeb bis zum Ende der Saison ausfiel, absolvierte Tschöp sieben weitere Spiele, in denen er stets als Stürmer auflief, jedoch nur ein einziges Tor erzielte. Dieses gelang ihm am 17. Oktober 1956 (24. Spieltag) beim 2:2-Unentschieden im Auswärtsspiel gegen den ZSK Vorwärts Berlin mit dem Anschlusstreffer zum 1:2 in der 40. Minute. Da sich auch die anderen Mitspieler wenig treffsicher zeigten, stieg der SC Empor Rostock am Ende der Spielzeit 1956 mit der zweitschlechtesten Torausbeute als Tabellenletzter ab.
Es vergingen vier Jahre, ehe Tschöp wieder in einer erstklassigen Mannschaft zum Einsatz kam. Aus der DDR in die Bundesrepublik geflohen, schloss er sich dem FC Bayern München an, für den er in der Oberliga Süd in der Saison 1960/61 allerdings nur ein Punktspiel bestritt. Sein Pflichtspieldebüt gab er am 17. September 1960 (6. Spieltag) beim torlosen Remis im Stadtderby gegen den TSV 1860 München. Zudem kam er am 23. Oktober 1960 beim 4:1-Sieg im Auswärtsspiel gegen die SpVgg Kaufbeuren in der 1. Runde des Wettbewerbs um den Süddeutschen Pokal zum Einsatz, wie auch in acht Freundschaftsspielen. In der Folgesaison bestritt er kein Punktspiel, wohl aber erneut ein Spiel im Wettbewerb um den Süddeutschen Pokal. Am 26. Dezember 1961 gewann er mit den Bayern mit 6:0 beim FC Perlach in der 1. Runde. Mit zwei weiteren Freundschaftsspielen beendete er seine Zeit beim FC Bayern München.

### Nationalmannschaft
Noch bevor Tschöp in der Rostocker Oberligamannschaft zum Einsatz kam, wurde er Anfang 1956 in fünf Spielen der DDR-Juniorennationalmannschaft eingesetzt. Hier spielte er stets als rechter Halbstürmer und erzielte am 29. März 1956 beim 1:1-Unentschieden im Spiel “DDR – Türkei” das Tor für seine Mannschaft.